# Гарун ель Рашид-бей
Йоганнес Роберт Вільгельм Гінтерзац (нім. Johannes Robert Wilhelm Hintersatz), з 1919 року — Гарун ель Рашид-бей (нім. Harun el Raschid-bey; 26 травня 1885, Зенфтенберг — 29 березня 1963, Любек) — німецький і османський офіцер, штандартенфюрер СС і оберст вермахту.

## Біографія
Син шкільного інспектора і євангелічного пастора Вільгельма Гінтерзаца (1855–1937) і його дружини Луїзи, уродженої Ертель (1857–1940). 29 лютого 1905 року вступив в Прусську армію. Учасник Першої світової війни, служив в піхоті. В 1915 році перейшов в авіацію і очолив винищувальну ескадрилью. З квітня 1916 року — інструктор фінських добровольців 3-го армійського корпусу, які після війни стали основою фінської армії. В 1916-17 роках — ад'ютант 21-ї ландверної дивізії. З вересня 1917 року — інструктор німецької військовою місії при Генштабі Османської армії. В 1919 році прийняв іслам і мусульманське ім'я. В тому ж році був звільнений у відставку. В 1920-22 роках — ад'ютант і радник Енвер-паші. З 1923 року — начальник служби безпеки і розслідувань Deutschen Reichswerke AG.
В 1939 році переданий в розпорядження вермахту, радник спеціального штабу зі створення німецько-арабських підрозділів. 24 серпня 1944 року вступив у війська СС, був прийнятий в СС (посвідчення №496 147; вказаний як Вільгельм Гарун ель-Рашид Бей-Гінтерзац) і зарахований в управління А I Головного управління СС, одночасно офіцер зв'язку РСГА при Верховному муфтії Єгипту. Членом НСДАП ніколи не був. З 20 жовтня 1944 року — командир Східнотюрського з'єднання військ СС, одночасно з 3 грудня 1944 року — суддя з'єднання, а з 3 січня 1945 року — начальник командного управління СС «Східнотюркське з'єднання військ СС». 30 квітня 1945 року взятий в полон американськими військами. В квітні 1947 року звільнений.
В 1950-х роках активно займався лозоходством і продажем пристрою Phylax, який начебто покращував загальне благополуччя людей. Дохід від продажу Phylax був настільки великим, що в 1950 році Гарун ель Рашід-бей зміг купити для своєї родини великий дім на колесах, а в 1956 році — квартиру в Любеку, де і прожив решту життя. Окрім цього, він активно відстоював права мусульман в Німеччині. Зокрема, в 1956 році підтримав будівництво мечеті в Мюнхені, а в 1958 році написав листа федеральному президенту Теодору Гойссу, в якому скаржився на те, що в німецьких мусульман немає гідного релігійно-культурного центру. 29 березня 1963 року помер від атеросклерозу. 4 квітня в крематорії любецького цвинтаря Форверкер відбулась поминальна служба з військовими почестями. 11 квітня урна з прахом була похована.

## Звання
- Фанен-юнкер (28 лютого 1905)
- Лейтенант (серпень 1906)
- Оберлейтенант (17 лютого 1914)
- Гауптман (18 червня 1915)
- Майор запасу у відставці (1919)
- Оберст османської армії (1920)
- Майор до розпорядження (1939)
- Оберст до розпорядження
- Штурмбанфюрер СС (24 серпня 1944)
- Оберштурмбанфюрер СС (1 вересня 1944)
- Штандартенфюрер СС (жовтень 1944)

## Нагороди
- Рятувальна медаль (19 травня 1909)
- Орден Святої Анни (Російська імперія)
  - 2-го ступеня з мечами
  - 1-го ступеня
- Орден Святого Георгія 3-го і 2-го ступеня (Російська імперія)
- Орден Святого Станіслава (Російська імперія)
  - 3-го ступеня
  - 2-го ступеня з мечами
  - 1-го ступеня (10 липня 1914)
- Залізний хрест
  - 2-го класу (14 вересня 1914)
  - 1-го класу (12 грудня 1915)
- Нагрудний знак військового пілота (Пруссія)
- Орден дому Саксен-Ернестіне, лицарський хрест 1-го класу (7 квітня 1917)
- Ганзейський Хрест (Гамбург; 28 червня 1917)
- Медаль Заслуг Червоного Півмісяця (Османська імперія)
- Галліполійська зірка (Османська імперія; 24 грудня 1917)
- Срібна медаль «Ліакат» з шаблями і почесною застібкою (Османська імперія)
- Орден Меджида 2-го класу з мечами (Османська імперія)
- Нагрудний знак цариці Тамари
- Нагрудний знак «За поранення» в сріблі (11 травня 1918)
- Хрест «За військові заслуги» (Австро-Угорщина) 3-го класу з військовою відзнакою (20 травня 1918)
- Хрест «За військові заслуги» (Ліппе) (14 червня 1918)
- Пам'ятний знак пілота (Пруссія)
- Орден Білої троянди (Фінляндія), командорський хрест з мечами — вручений Карлом Маннергеймом.
- Гамбурзький польовий почесний знак
- Фландрійський хрест
- Пам'ятна медаль Світової війни
- Пам'ятна військова медаль (Угорщина) з мечами
- Почесний хрест ветерана війни з мечами